# Yamal (156)
Pour les articles homonymes, voir Yamal.
Le BDK-67 Yamal (156) (russe : « Ямал » (БДК-67)) est un navire de débarquement du projet 775 (nom OTAN : classe Ropucha-I) en service dans la flotte de la mer Noire de la marine russe.

## Historique
Il est construit en 1987 par le chantier naval Stocznia Północna de Gdańsk, en Pologne. Il est mis en service dans la marine soviétique le 30 avril 1988 sous le nom de BDK-67. En 2001-2002, le navire est rebaptisé Yamal (Iamalie) car repris par l'administration de l'okroug autonome de Iamalo-Nénétsie de la fédération de Russie.

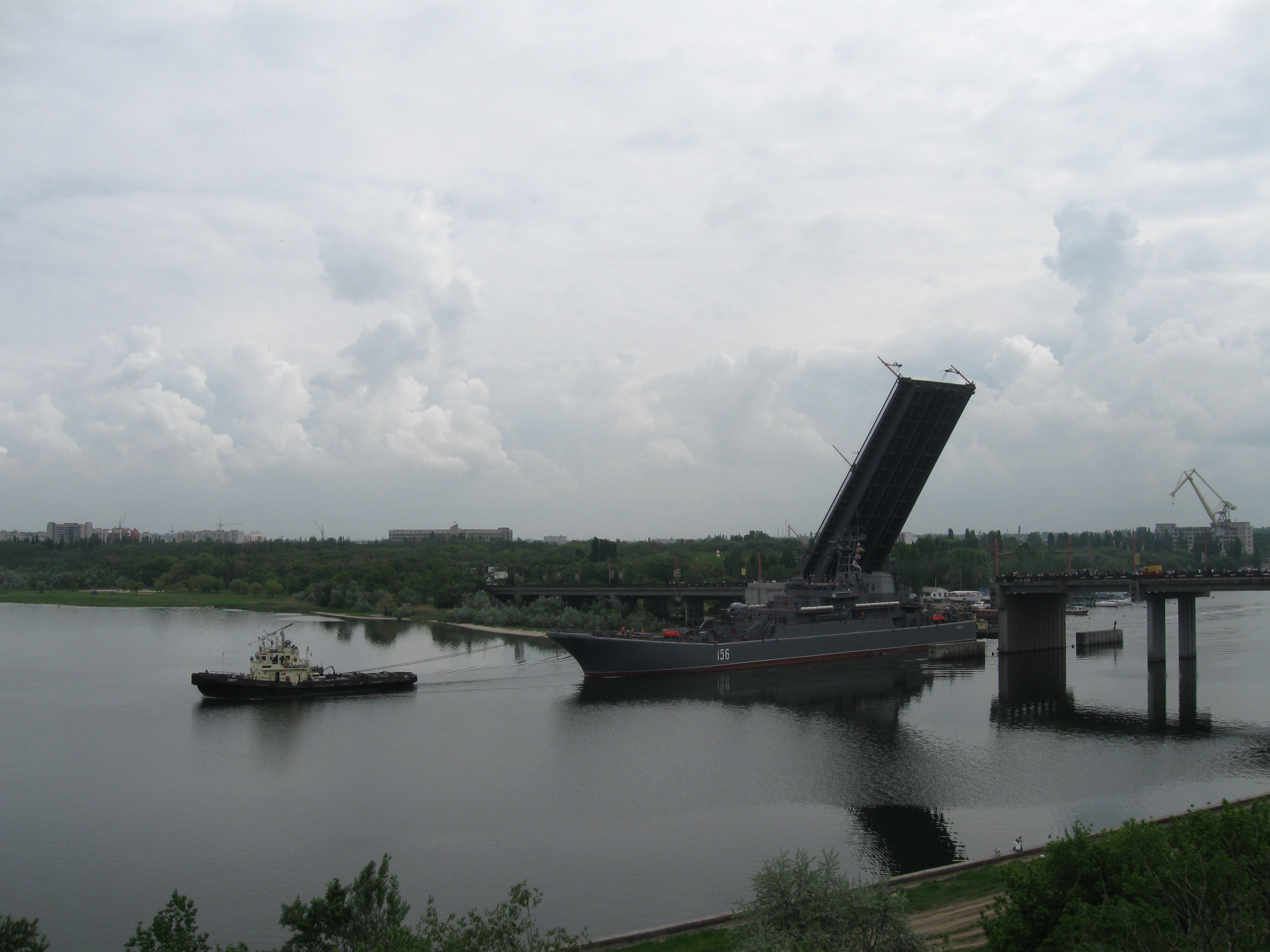
Le Yamal traversant le pont de l'Inhoul situé à Mykolaïv, en mai 2010.

Le Yamal opère dans la 197e brigade de navires amphibies de la flotte de la mer Noire, en tant qu'unité militaire n° 72136.
De 2013 à 2015, il fait partie du groupe opérationnel russe opérant en Méditerranée.
Dans la nuit du 23 au 24 mars 2024, dans le contexte des bombardements ukrainiens de la Crimée lors de l'invasion russe de l'Ukraine, les forces ukrainiennes affirment avoir endommagé à Sébastopol les navires de débarquement Yamal et Azov,.